# صحوة الربيع (مسرحية)
صحوة الربيع ( (بالألمانية: Frühlings Erwachen)‏) هي مسرحية ألمانية قدمها فرانك فديكند.   تمت كتابته في وقت ما بين خريف 1890 وربيع 1891، لكنها لم تأدى لأول مرة حتى 20 نوفمبر 1906 عندما تم عرضها لأول مرة في مسرح Deutsches في برلين تحت إشراف ماكس راينهارد. يحمل العنوان الفرعي مأساة الأطفال.  تنتقد المسرحية الثقافة القمعية الجنسية لألمانيا في القرن التاسع عشر ( Fin de siècle ) في ألمانيا، وتقدم عرضًا حيويًا للتخيلات المثيرة التي تولدها.  بسبب موضوعها المثير للجدل، غالبًا ما تم حظر المسرحية أو مراقبتها.